# Campeonato da Eslovénia de Ciclismo em Estrada
Os Campeonatos da Eslovénia de Ciclismo em Estrada são organizados anualmente desde 1997 para determinar o campeão ciclista da Eslovénia de cada ano, na modalidade.
O título é outorgado ao vencedor de uma única prova, na modalidade de em linha. O vencedor obtêm o direito de usar a maillot com as cores da bandeira da Eslovénia até ao campeonato do ano seguinte, unicamente quando disputa provas em linha.

## Palmares

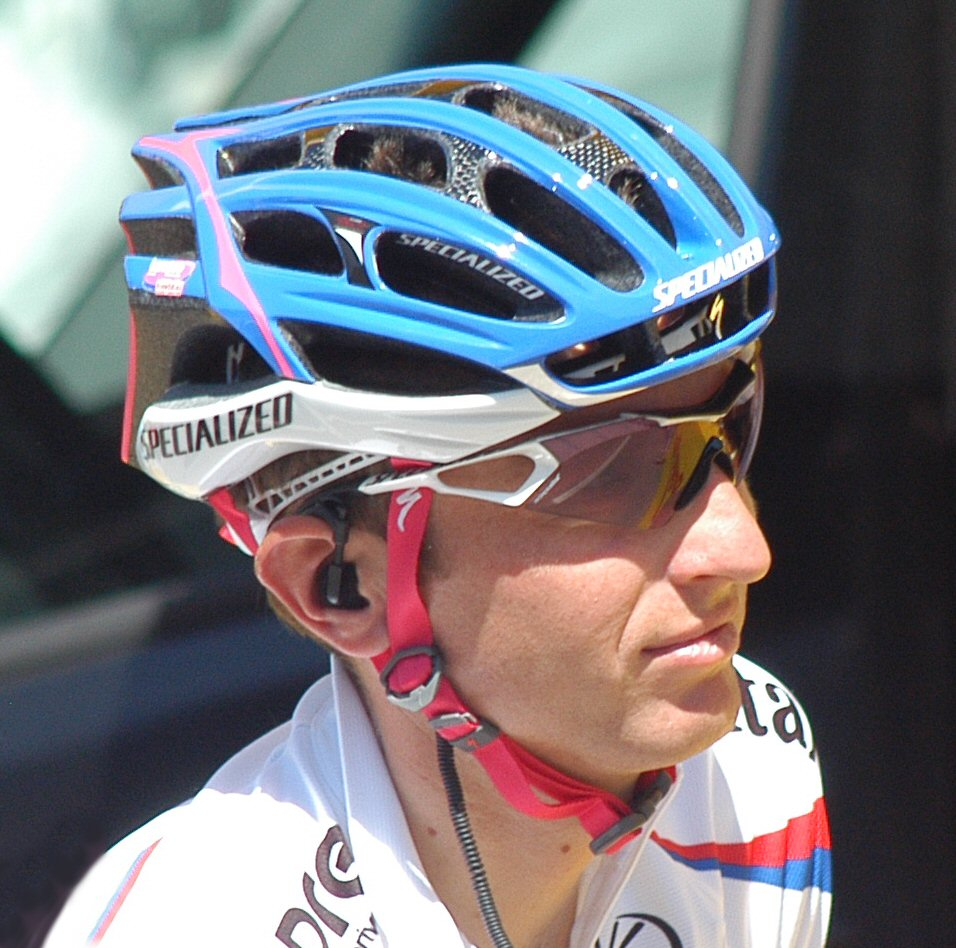
Tadej Valjavec campeão da Eslovénia em 2007.

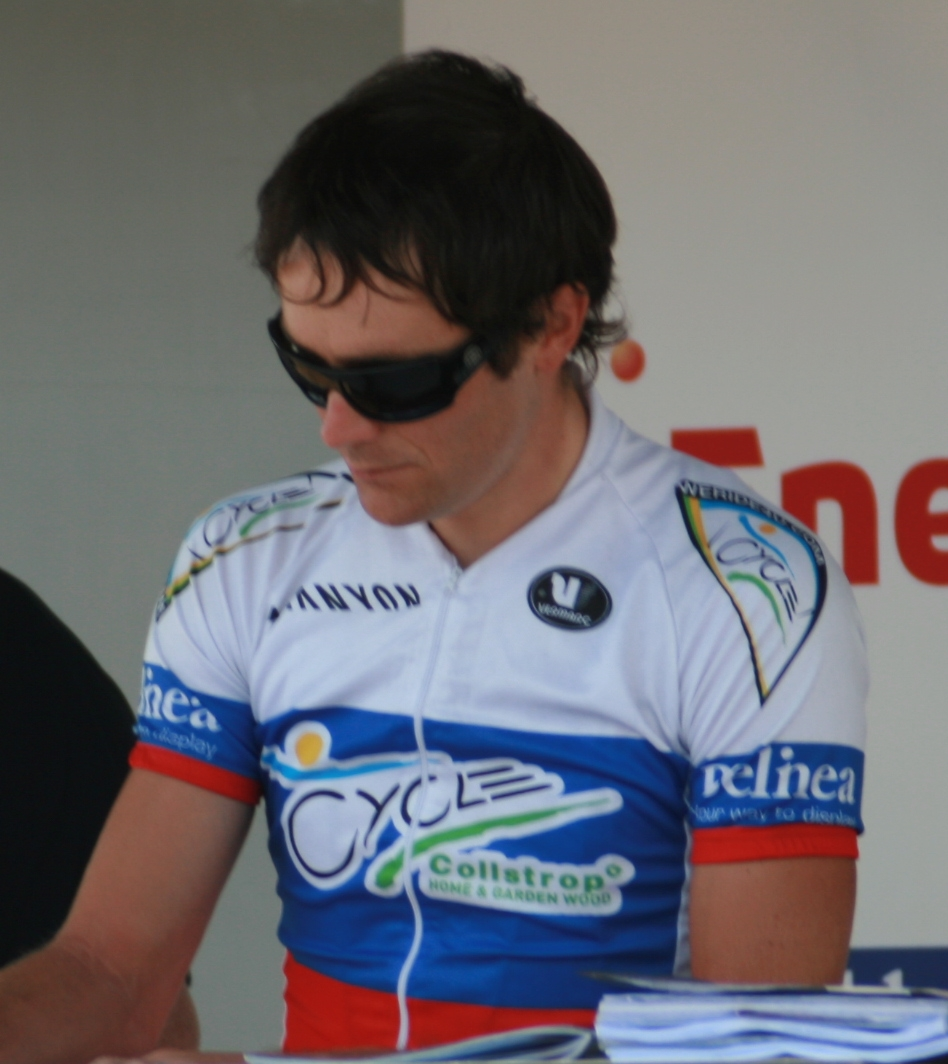
Borut Božič vestido com o maillot de campeão da Eslovénia em 2008.

| Ano  | Vencedor        | Segundo         | Terceiro        |
| 1996 | Bogdan Ravbar   | Sandi Papez     | Bostjan Mervar  |
| 1997 | Sasa Sviben     | Sandi Smerc     | Gorazd Stangelj |
| 1998 | Igor Kranjec    | Gorazd Stangelj | Sandi Smerc     |
| 1999 | Tadej Kriznar   | Igor Kranjec    | Branko Filip    |
| 2000 | Andrej Hauptman | Walter Bonca    | Uros Murn       |
| 2001 | Martin Derganc  | Bostjan Mervar  | Branko Filip    |
| 2002 | Boris Premuzic  | Sasa Sviben     | Gregor Zajc     |
| 2003 | Tadej Valjavec  | Walter Bonca    | Bostjan Mervar  |
| 2004 | Uros Murn       | Boris Premuzic  | Andrej Hauptman |
| 2005 | Mitja Mahorič   | Gregor Gazvoda  | Bostjan Rezman  |
| 2006 | Jure Golčer     | Tomaž Nose      | Uros Silar      |
| 2007 | Tadej Valjavec  | Tomaž Nose      | Matej Gnezda    |
| 2008 | Borut Božič     | Matej Stare     | Gregor Gazvoda  |
| 2009 | Blaž Jarc       | Mitja Mahorič   | Jure Kocjan     |
| 2010 | Gorazd Stangelj | Matej Gnezda    | Blaž Furdi      |
| 2011 | Grega Bole      | Furdi Blaþ      | Gregor Gazvoda  |
| 2012 | Borut Božič     | Marko Kump      | Luka Pibernik   |
| 2013 | Luka Pibernik   | Matej Mugerli   | Jure Golčer     |
| 2014 | Matej Mugerli   | Luka Mezgec     | Kristjan Fajt   |
| 2015 | Luka Pibernik   | Kristjan Fajt   | Borut Božič     |
| 2016 | Jan Tratnik     | Luka Mezgec     | David Per       |
| 2017 | Luka Mezgec     | Grega Bole      | Matej Mohorič   |

## Palmares feminino
| Ano  | Vencedora       | Segunda         | Terceira        |
| 2009 | Sigrid Corneo   | Blaža Klemenčič | Polona Batagelj |
| 2010 | Polona Batagelj | Sigrid Corneo   | Ajda Opeka      |
| 2011 | Polona Batagelj | Ursa Pintar     | iva Verbic      |
| 2012 | Polona Batagelj | Petra Zrimsek   | Ursa Pintar     |
| 2013 | Polona Batagelj | Spela Kern      | Ursa Pintar     |
| 2014 | Polona Batagelj | Urša Pintar     | Spela Kern      |
| 2015 | Polona Batagelj | Urša Pintar     | Spela Kern      |
| 2016 | Polona Batagelj | Urša Pintar     | Spela Kern      |
| 2017 | Polona Batagelj | Spela Kern      | Katja Jeretina  |